# هیدن بایرلی
هیدن بایرلی (به انگلیسی: Hayden Byerly) یک بازیگر اهل ایالات متحده آمریکا است.
از برجسته‌ترین نقش‌های او می‌توان به نقش جود آدامز-فاستر در سریال پرورشگاهی ها (۲۰۱۳-اکنون) اشاره کرد.

## زندگی‌نامه
بایرلی در ۱۱ اکتبر ۲۰۰۰ در لیکوود، کلرادو به دنیا آمدهو در لیتلتون بزرگ شد.هیدن دارای برادری کوچکتر از خود است.در ابتدا او علاقه به بازیگری اش را با تقلید از بازیگرهای محبوب تلویزیونش و خواندن خطوط دیالوگ همراه آن‌ها نشان داد.او پیش از اینکه با خانواده اش به لس آنجلس کالیفرنیا نقل مکان کند در سن ده سالگی بازیگری را دنبال کرد.او بازیگری حرفه‌ای خود را پس از کسب مقام اول در مسابقه استعداد ملی در اورلندو، فلوریدا آغاز کرد.

## صداپیشگی
- کال آف دیوتی
- بازگشت لایتنینگ: فاینال فانتزی ۱۳
- لگو انتقام‌جویان مارول